# Mangosuthu Buthelezi
Mangosuthu Gatsha Buthelezi (født 27. august 1928 i Mahlabathini i Natal, Sydafrika, død 9. september 2023) var en sydafrikansk politiker og zulu-prins, som var det ældste medlem af Sydafrikas parlament på tidspunktet for sin død i 2023 og som fungerede som den traditionelle premierminister for zulu-kongefamilien fra 1954 indtil sin død i september 2023. Han blev udnævnt til denne premierministerpost af kong Cyprian Bhekuzulu (1924-1968). Han var premierminister for bantustanen KwaZulu under apartheid og grundlagde Inkatha Freedom Party (IFP) i 1975 og ledte partiet indtil august 2019 og blev dets formand emeritus kort efter det. Han fungerede også som Sydafrikas indenrigsminister fra 1994 til 2004.
Buthelezi var en af de mest fremtrædende sorte politikere i Apartheidtiden, og hans indsats i den periode er fortsat kontroversiel. Han var den eneste politiske leder af KwaZulu-regeringen. Han tiltrådte, da det stadig var det indfødte reservat Zululand i 1970 og forblev i embedet, indtil det blev afskaffet i 1994. Kritikere beskrev hans administration som en de facto etpartistat, intolerant over for politisk opposition og domineret af Inkatha (nu IFP), Buthelezis politiske bevægelse. Foruden sin almindelige politiske karriere var Buthelezi Inkosi (høvding) for Buthelezi-klanen og var traditionel premierminister for tre på hinanden følgende Zulu-konger, begyndende med kong Cyprian Bhekuzulu i 1954. Han var selv medlem af Zulu-kongefamilien; hans oldefar var kong Cetshwayo kaMpande, som han spillede i filmen Zulu fra 1964. Mens han var leder af KwaZulu, styrkede Buthelezi monarkiets offentlige profil og genoplivede det som et symbol på zulu-nationalisme. Styrket af støtte fra kongen, statsresurser og Buthelezis personlige popularitet blev Inkatha en af de største politiske organisationer i Sydafrika.
I samme periode var Buthelezi offentligt imod apartheid og indtog ofte en åbenlyst obstruktiv holdning over for apartheidregeringen. Han lobbyede konsekvent for løsladelsen af Nelson Mandela og nægtede på det kraftigste at acceptere den nominelle uafhængighed, som regeringen tilbød KwaZulu, idet han korrekt vurderede, at det var en overfladisk uafhængighed. Buthelezi blev dog hånet i nogle kredse for at deltage i bantustan-systemet, en central søjle i apartheid, og for hans moderate holdning til spørgsmål som frie markeder, væbnet kamp og internationale sanktioner. Han blev ildeset af unge aktivister i Black Consciousness-bevægelsen og blev foragtet af mange i African National Congress (ANC). Han har tidligere medlem af ANC's ungdomsorganisation ANC Youth League, og han og Inkatha var på god fod med ANC i 1970'erne, men i 1980'erne blev deres forhold stadig mere forbitret. Det kom frem i 1990'erne, at Buthelezi havde accepteret penge og militær bistand fra apartheidstyret til Inkatha, hvilket satte gang i den politiske vold i KwaZulu og Natal i 1980'erne og 1990'erne.
Buthelezi spillede også en kompliceret rolle under forhandlingerne om at bringe apartheid til ophør, som han var med til at sætte rammerne for allerede i 1974 med Mahlabatini-erklæringen. I forummet Convention for a Democratic South Africa (CODESA) lobbyede IFP under Buthelezi for et føderalt system i Sydafrika med stærke garantier for regionalt selvstyre og status for traditionelle Zulu-ledere. Dette forslag fik ikke tilslutning, og Buthelezi blev forarget over, hvad han opfattede som den voksende marginalisering af både IFP og af ham selv personligt, da forhandlingerne i stigende grad blev domineret af ANC og den hvide National Party-regering. Han stiftede Concerned South Africans Group sammen med andre konservative, trak sig fra forhandlingerne og opfordrede til boykot af parlamentsvalget i 1994, Sydafrikas første med almindelig valgret. Men på trods af frygten for, at Buthelezi ville stoppe den fredelige overgang til demokrati fuldstændigt, deltog Buthelezi og IFP i valget og sluttede sig også til regeringen for national enhed, som blev dannet efterfølgende af den nyvalgte præsident Mandela. Buthelezi fungerede som indenrigsminister under Mandela og under hans efterfølger, Thabo Mbeki, på trods af næsten vedvarende spændinger mellem IFP og det regerende ANC.
I de efterfølgende år kæmpede IFP for at udvide sin folkelige base ud over den nye provins KwaZulu-Natal, som havde absorberet KwaZulu i 1994. Da partiets valgresultater blev dårligere, overlevede Buthelezi forsøg fra rivaler i partiet på at afsætte ham. Han forblev IFP's formand indtil partiets kongres i august 2019, hvor han ikke søgte genvalg og blev efterfulgt af Velenkosini Hlabisa. Ved parlamentsvalget i 2019 blev han valgt til en sjette periode i træk som medlem af parlamentet for IFP.